# Карабахский университет
Карабахский университет (азерб. Qarabağ Universiteti) — высшее учебное заведение в городе Ханкенди, Азербайджан.

## Предыстория
Предшественник Карабахского университета — филиал Азербайджанского педагогического института имени В. И. Ленина, основанный в 1969 году в Степанакерте (сейчас Ханкенди), одновременно с закрытием армянского отделения этого института.
28 ноября 1973 года постановлением Совета министров Азербайджанской ССР №377 филиал был преобразован в Степанакертский педагогический институт. В 1980 году ему было присвоено название Степанакертского педагогического института имени 60-летия Советского Азербайджана.
14 октября 1988 года Совет министров СССР принял решение о временном закрытии института. Студенты были переведены в Кироваканский педагогический институт Армянской ССР. В связи со Спитакским землетрясением студенты были возвращены в Степанакерт, где был открыт сначала учебно-консультационный пункт Кироваканского педагогического института, а 13 марта 1989 года — полноценный филиал.

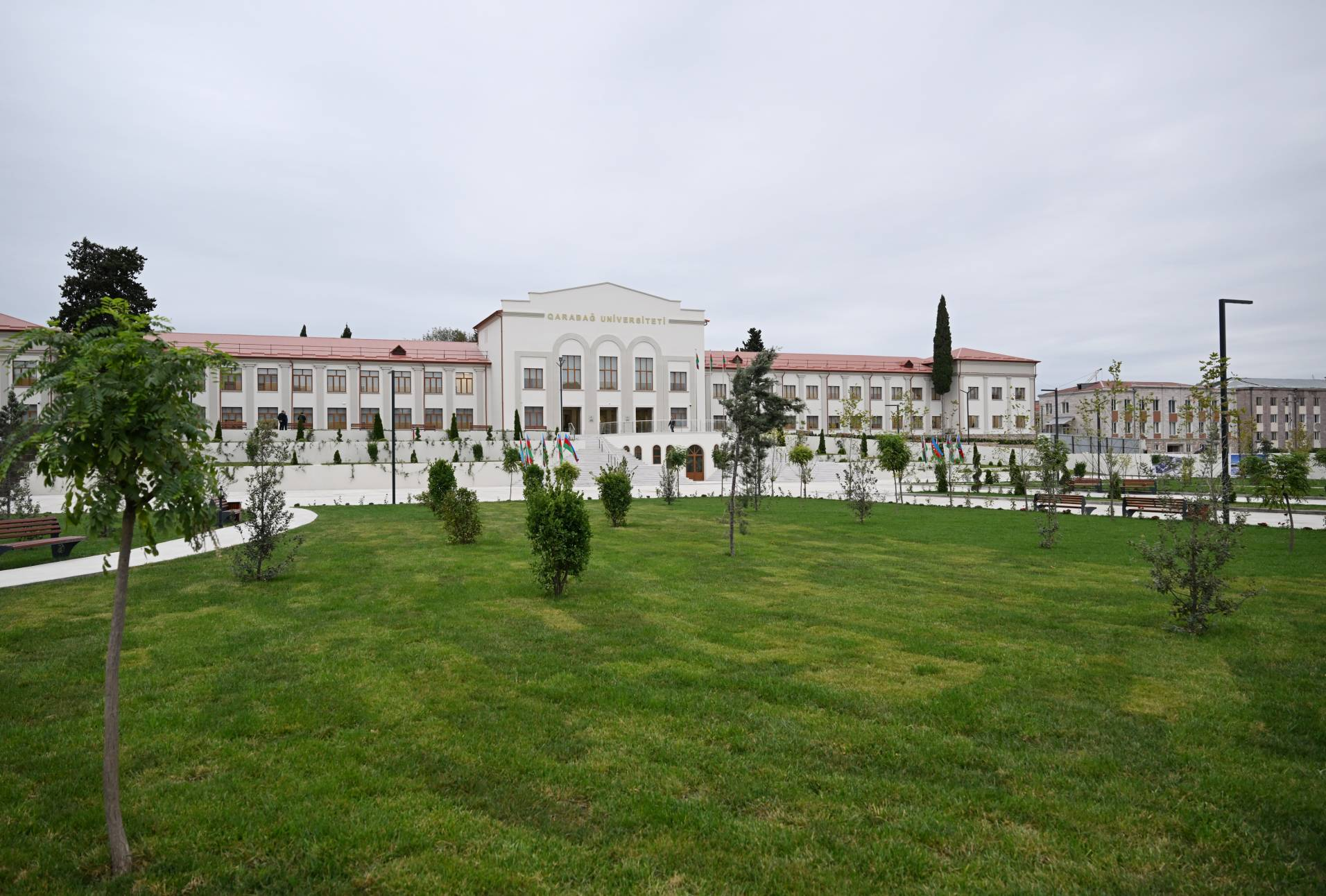
Карабахский университет

В 1990—1991 учебном году в Степанакерте начало работу общетехническое отделение заочного факультета Ереванского политехнического института, в 1991—1992 учебном годах преобразованное в филиал Государственного инженерного университета Армении.
В 1991 году город Степанакерт (Ханкенди) оказался под контролем непризнанной Нагорно-Карабахской Республики (НКР). В 1992 году правительство Армении приняло решение о создании в городе Нагорно-Карабахского (позднее Арцахского) государственного университета на базе местных филиалов Кироваканского педагогического института и Государственного инженерного университета Армении. Университет был открыт 10 мая 1993 года. Он создавался под контролем Министерства высшего образования и науки Армении. На работу в университет из Армении были командированы 30 преподавателей.

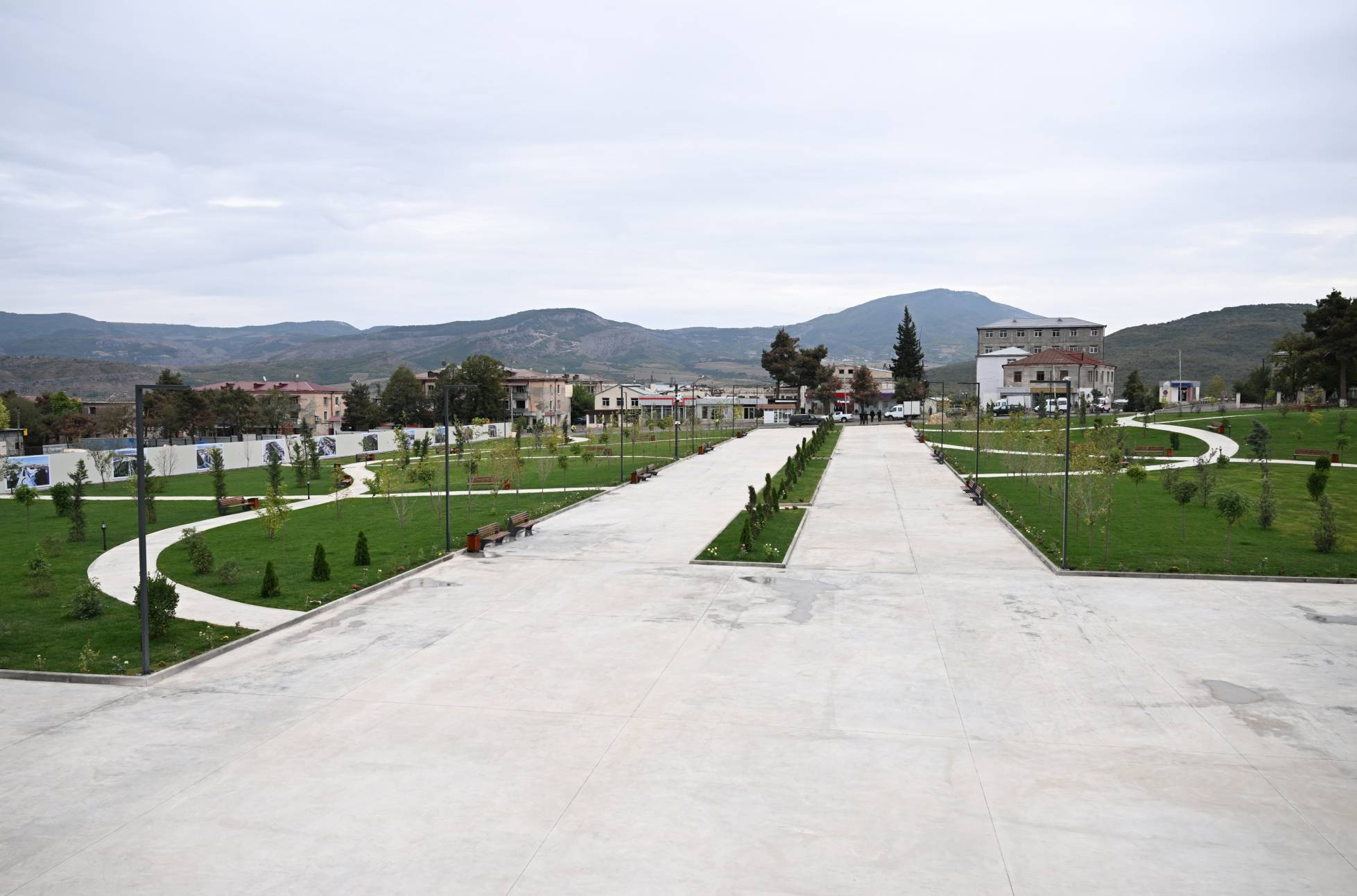
Карабахский университет

## История
В 2023 году в результате военной операции Азербайджан восстановил контроль над городом Ханкенди. НКР была расформирована. Арцахский государственный университет не переехал в Армению, а был ликвидирован.
Азербайджанские власти заявили о планах по созданию Карабахского университета. 28 ноября 2023 года президент Азербайджана Ильхам Алиев подписал указ о его создании. 6 февраля 2024 года утверждён устав университета.
Университет официально открыт 20 сентября 2024 года.
Первый студент в ВУЗ был зачислен 12 августа 2024 года. Всего к 25 августа 2024 года в университет поступило 1104 студента. 16 сентября 2024 года началась регистрация и размещение студентов университета в общежитии.
Обучение студентов началось с 2024/25 учебного года.
В октябре 2024 года учреждена стипендия «Натаван» для 30 студенток университета с самыми высокими академическими успехами.

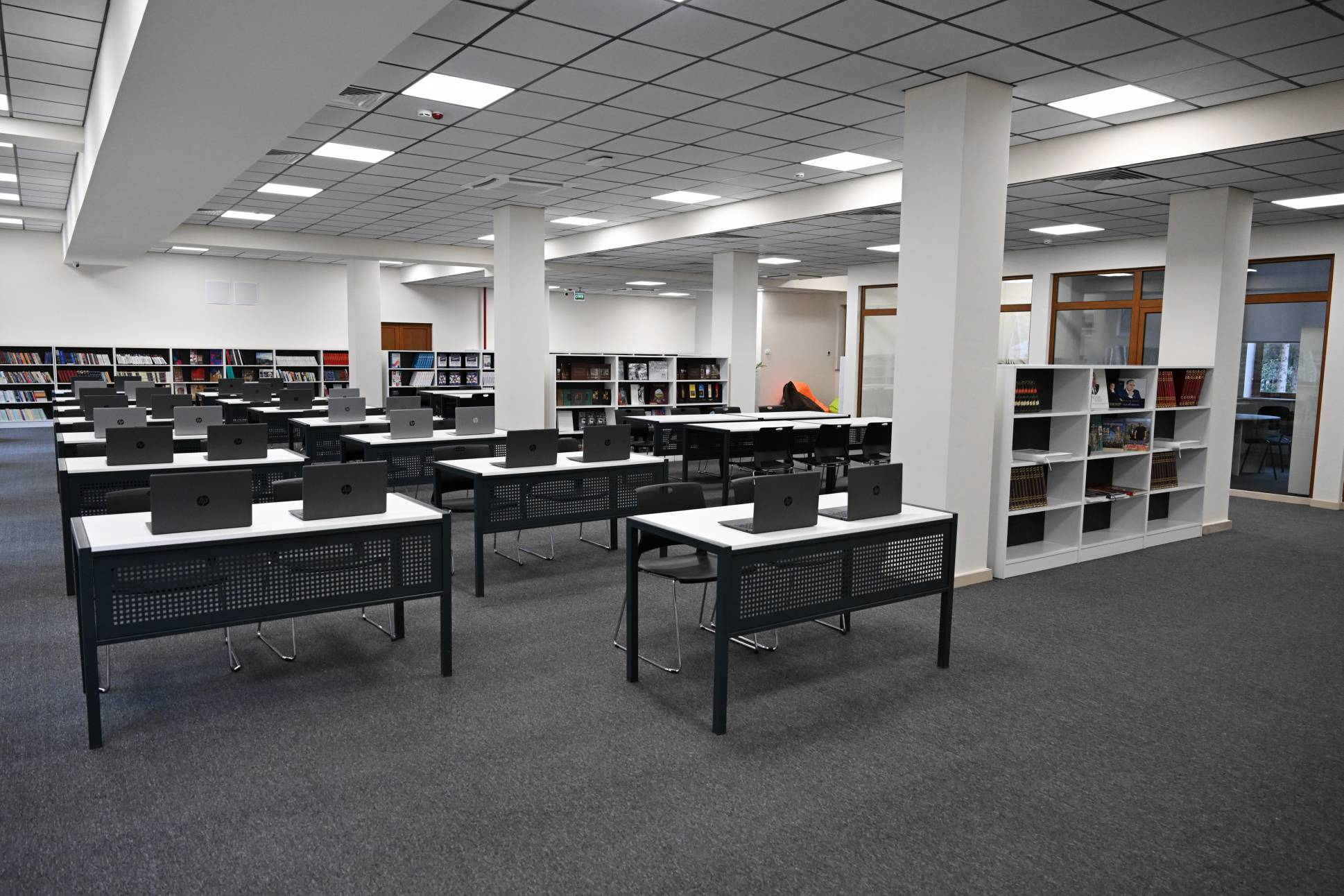
Библиотека

## Общие сведения
На февраль 2024 года инфраструктура Карабахского университета включает учебные корпуса, аудитории, библиотеки, спортивные залы и общежития.
Университет размещается в трёх учебных зданиях. В главном корпусе расположены факультеты педагогики, инженерии, гуманитарных и социальных наук, экономики и туризма. Во втором корпусе действует факультет искусств, в третьем — Международный лингвистический центр.
Перед учебным корпусом разбит парк площадью 2,3 гектар. Учебные здания были капитально отремонтированы.

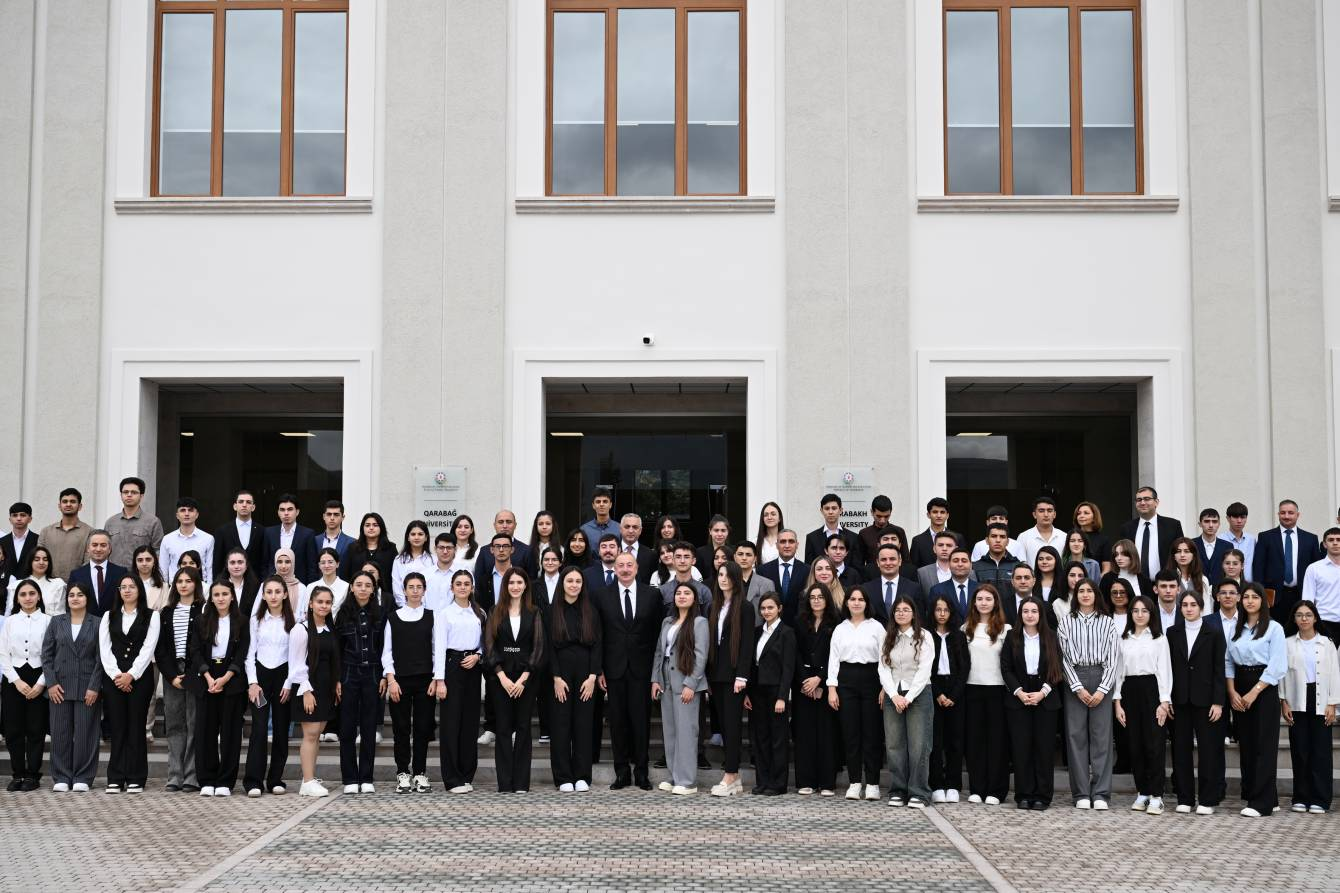
Первый набор Карабахского университета

Действуют физическая, химическая лаборатории, лаборатории мехатроники, робототехники, компьютерная лаборатория, лаборатория графического дизайна, лаборатория программирования.
Библиотека рассчитана на 200 студентов. Фонд библиотеки состоит из более 6 000 учебников на русском, азербайджанском и английском языках. Действует электронная библиотека.
На сентябрь 2024 года в университете 160 сотрудников (60 человек – члены академического состава, 100 – административно-технический персонал).
На 2024/25 учебный год выделено 1 120 мест бакалавриата. По итогам экзаменов приняты 1 104 студента.
Организованы группы «Сабах» по специальностям «Правоведение», «Преподавание иностранного языка (английский)», «Финансы и бухгалтерия».
При университете действует общежитие.
Планируется создание программ совместного обучения с другими университетами.
Осуществляется строительство новых корпусов университета в Ханкенди. В течение 2025 и 2026 годов в Шуше планируется строительство корпусов факультетов музыки и искусств, и туризма. В сентябре 2027 года планируется организовать факультет сельского хозяйства в Ходжалы. Создание филиала университета в Баку не планируется.
7 февраля 2025 года создана Клиника Карабахского университета. Клиника осуществляет подготовку студентов по медицинским специальностям, проводит научные исследования в области медицины.

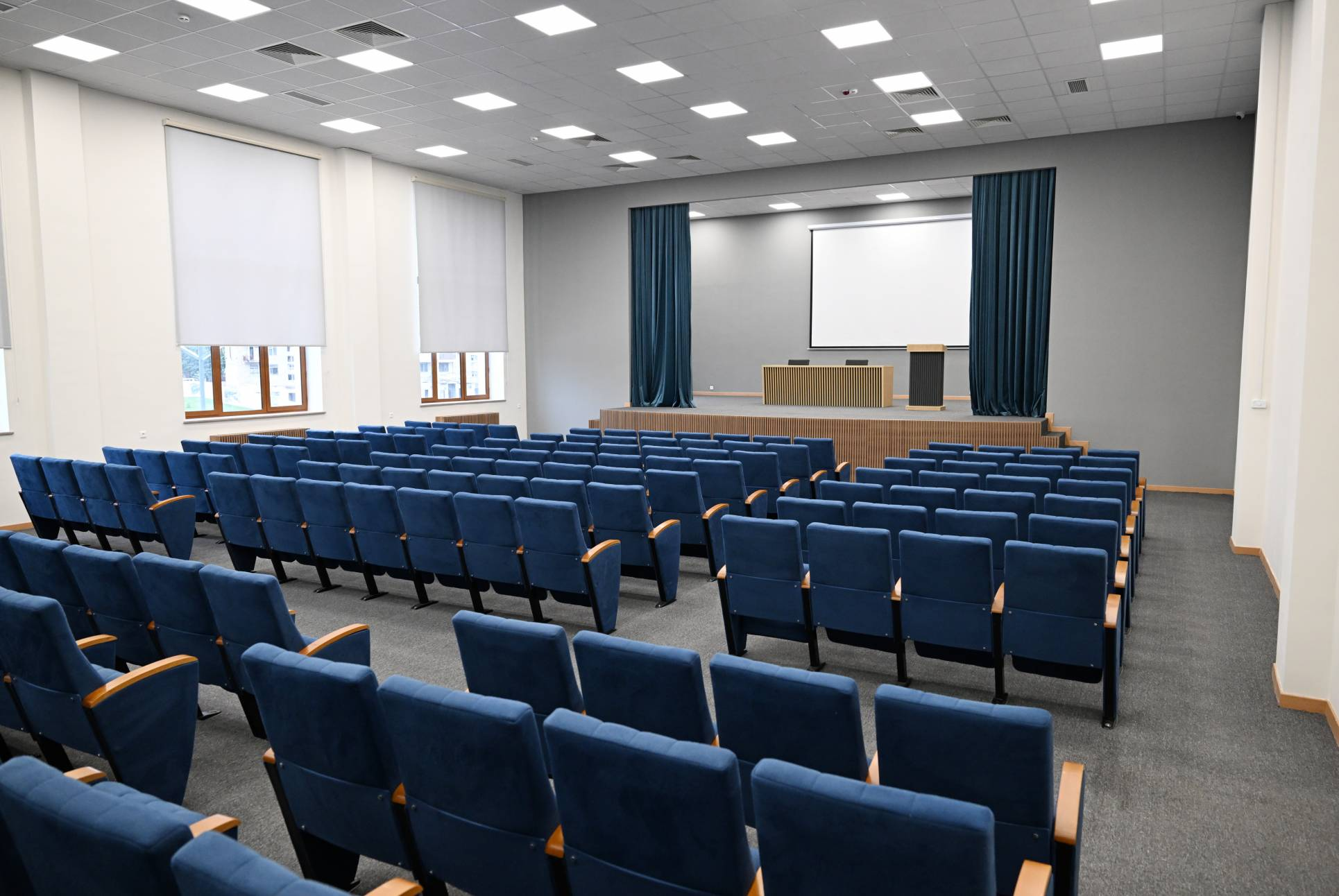
Актовый зал

## Факультеты
Факультеты:
- Педагогический факультет
- факультет искусств
- факультет гуманитарных и социальных наук
- факультет экономики
- факультет инженерии и туризма

Планируется открытие факультетов информационных технологий, международной торговли и логистики, международных отношений.

## Специальности
Предполагается обучение в бакалавриате по 20 специальностям. Также планируется создание магистратуры, докторантуры. Приоритетными являются педагогические специальности.
Предполагаемые специальности:
- Преподавание в начальных классах
- Дошкольное образование
- Преподавание математики
- Преподавание информатики

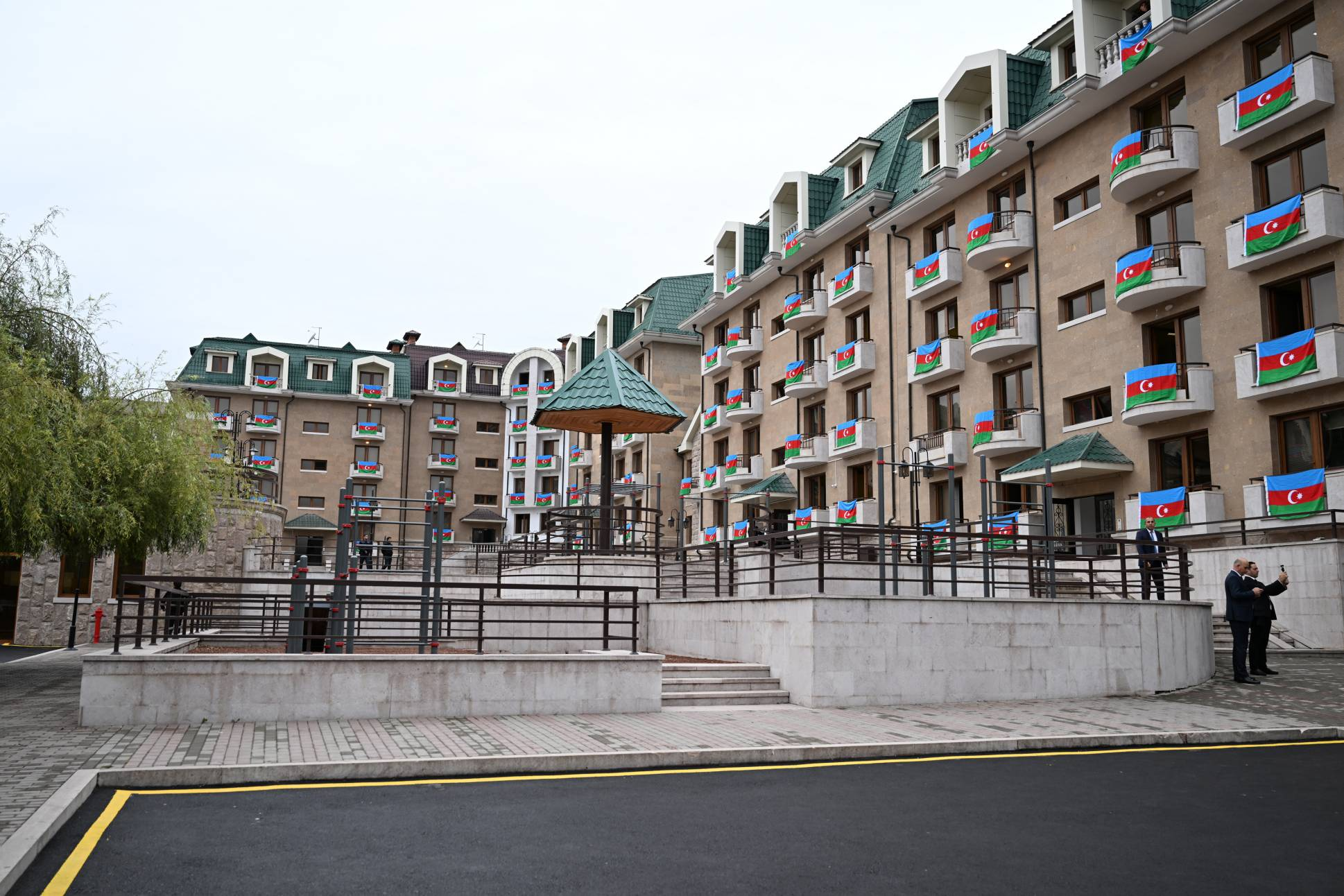
Общежитие 2024

- Преподавание коррекционного учения
- Преподавание информационных технологий
- Социально-психологическая служба в образовании
- Информационные технологии
- Информатика
- Компьютерная инженерия
- Пищевая инженерия
- Городское планирование
- Гражданское строительство
- Международные отношения
- Регионоведение
- История
- Коммуникации и цифровые медиа
- Международная торговля и логистика
- Управление бизнесом
- Экономика
- Финансовый маркетинг
- Менеджмент
- Бухгалтерский учет
- Организация туристического бизнеса и туристский гид

На последующих этапах предусмотрено увеличение выбора специальностей.

## Галерея

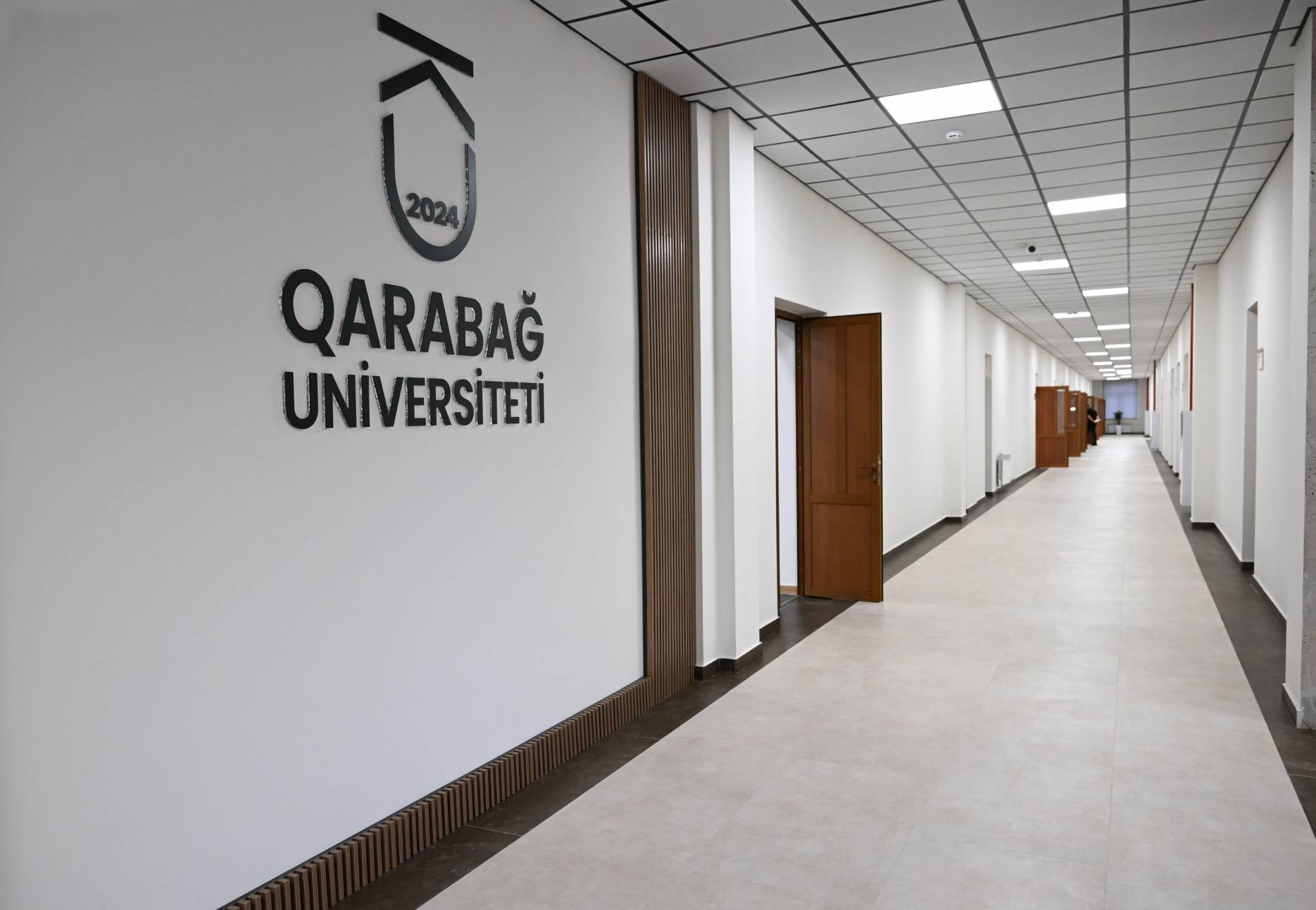
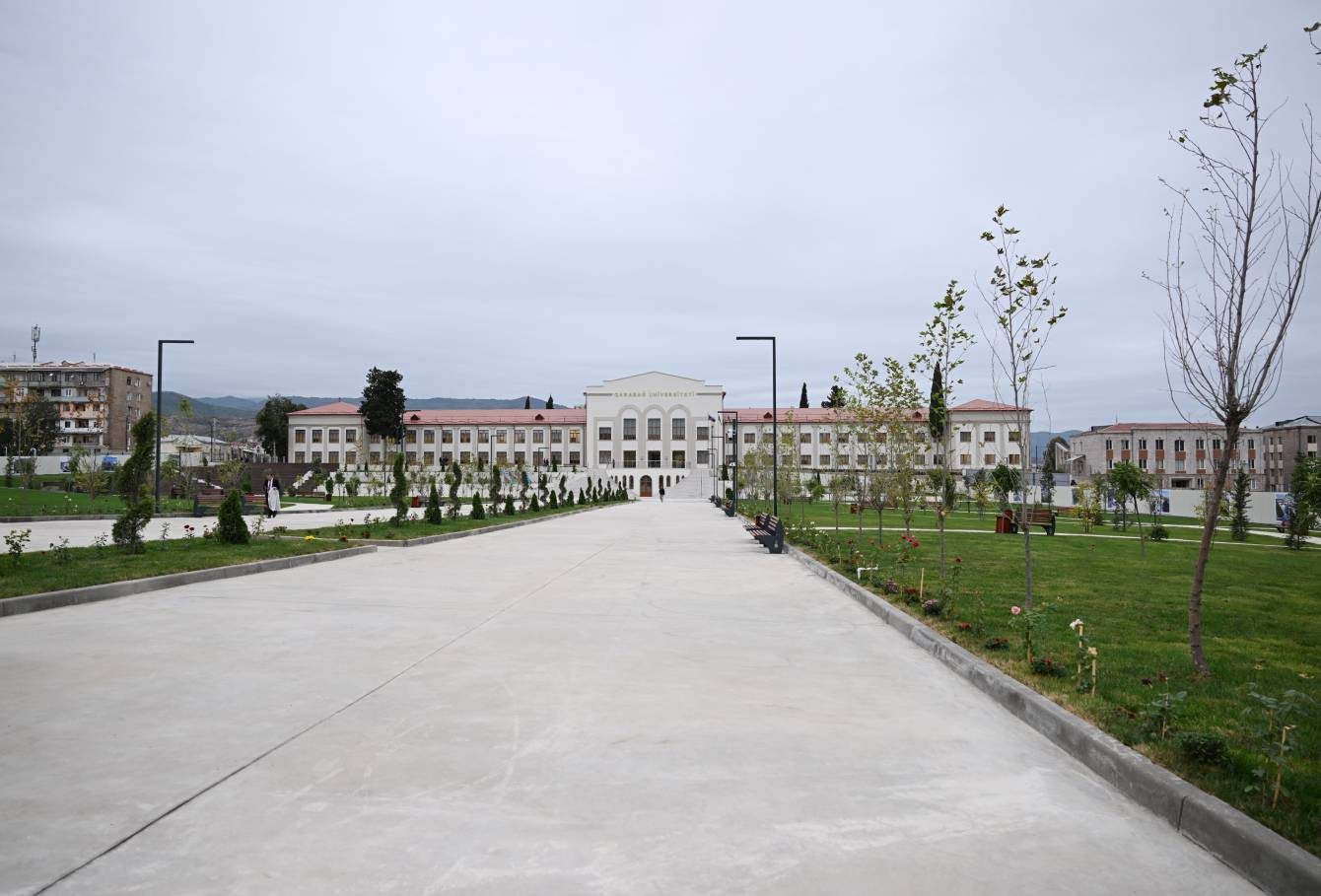
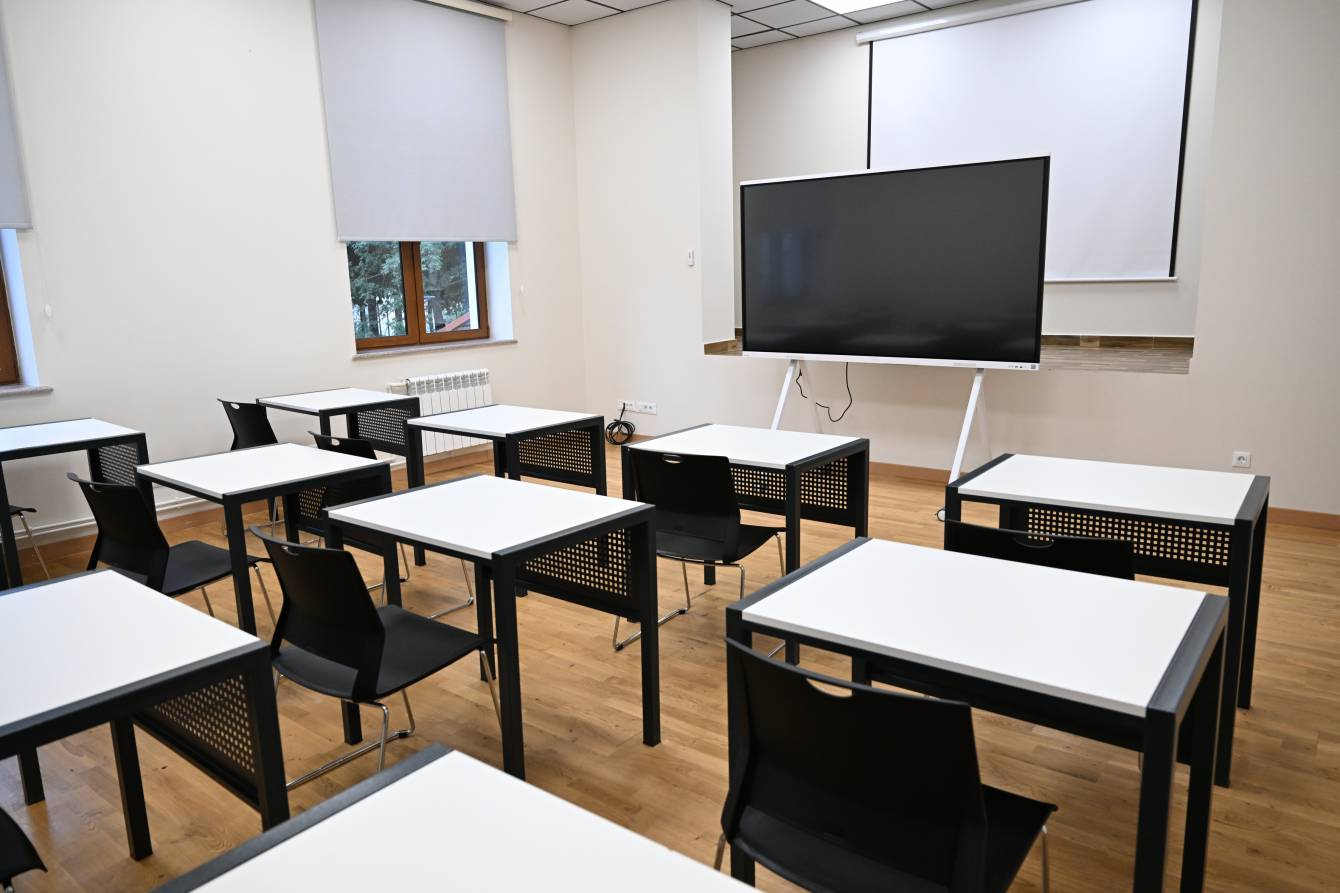
Аудитория
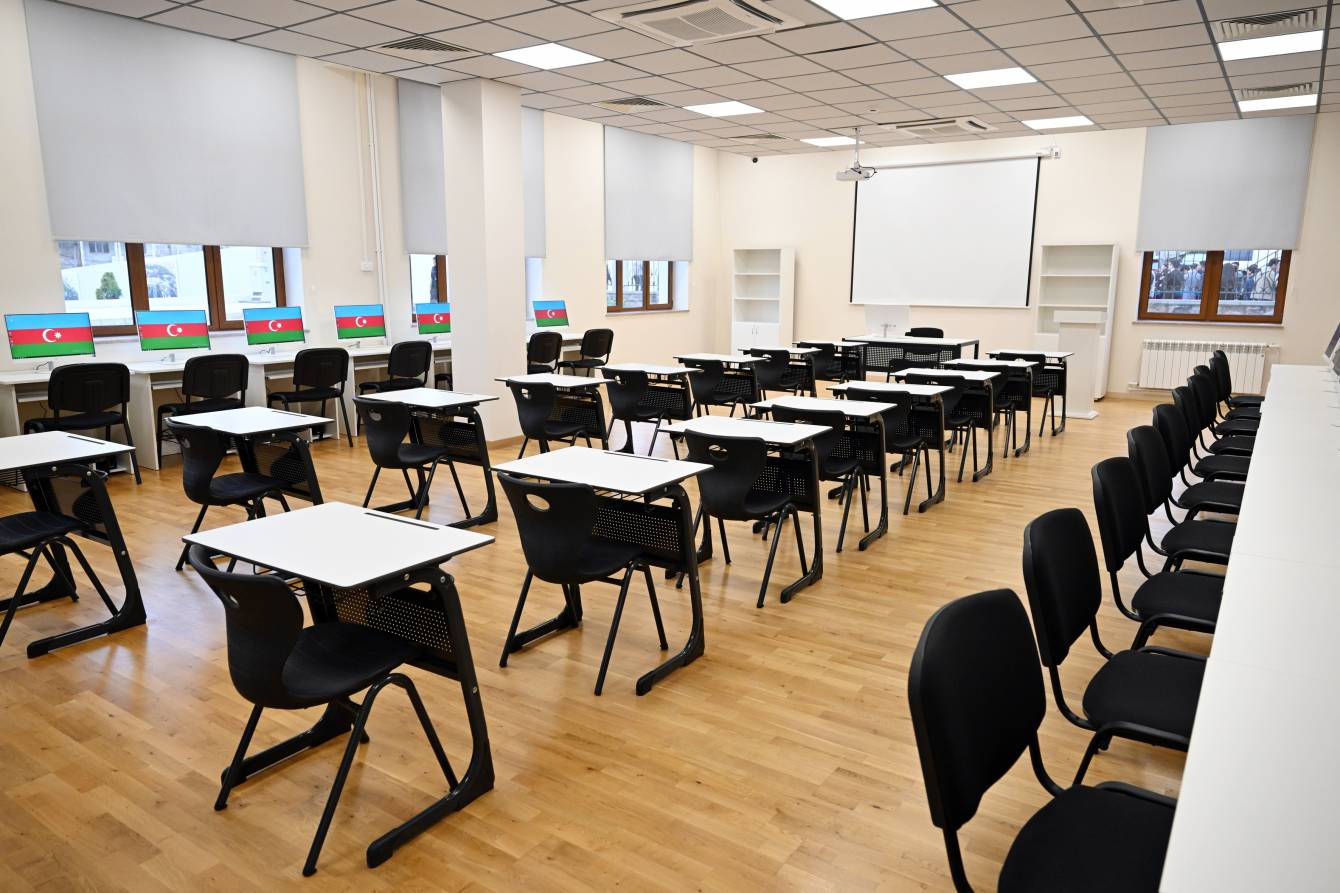
Аудитория лекций
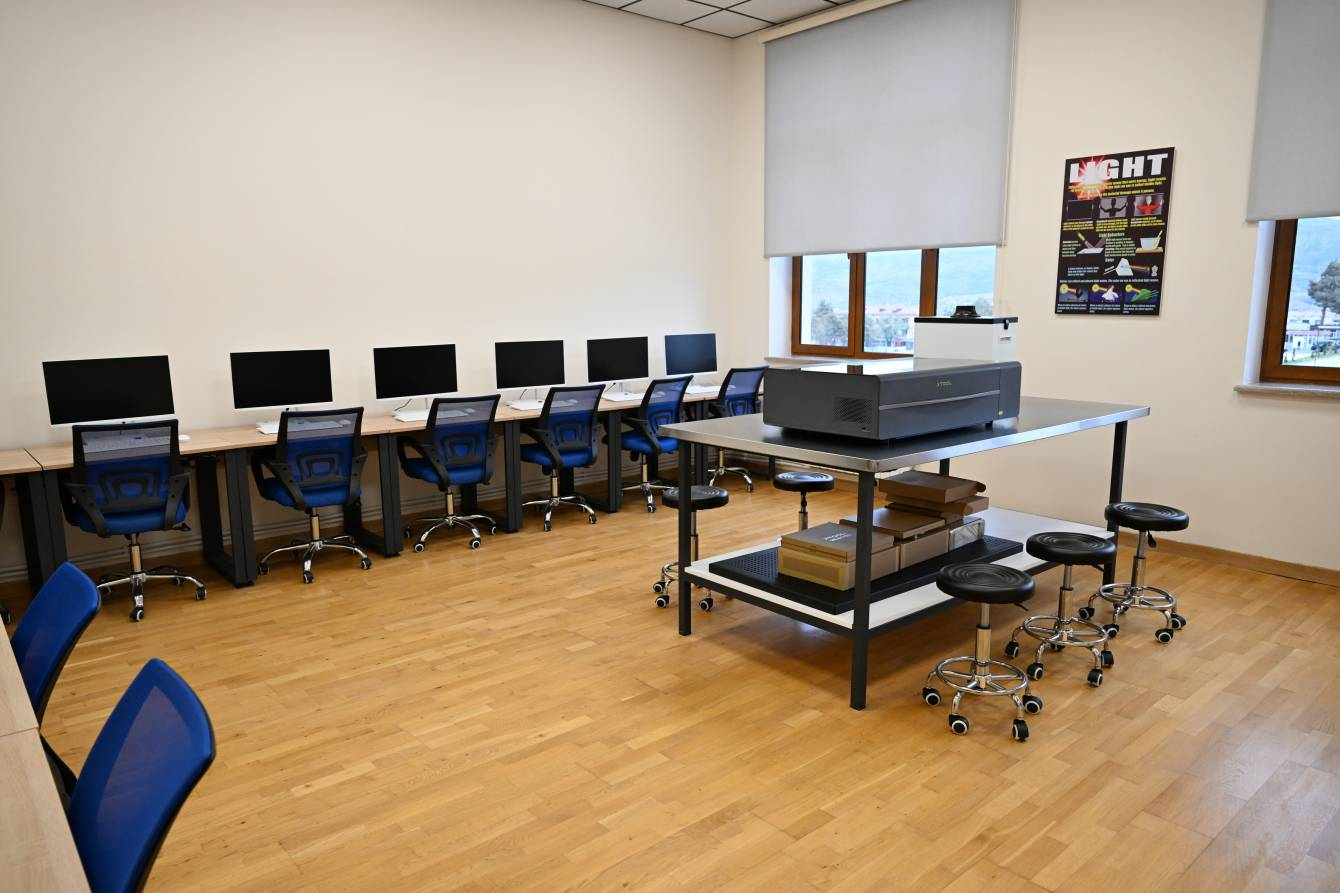
Компьютерная аудитория
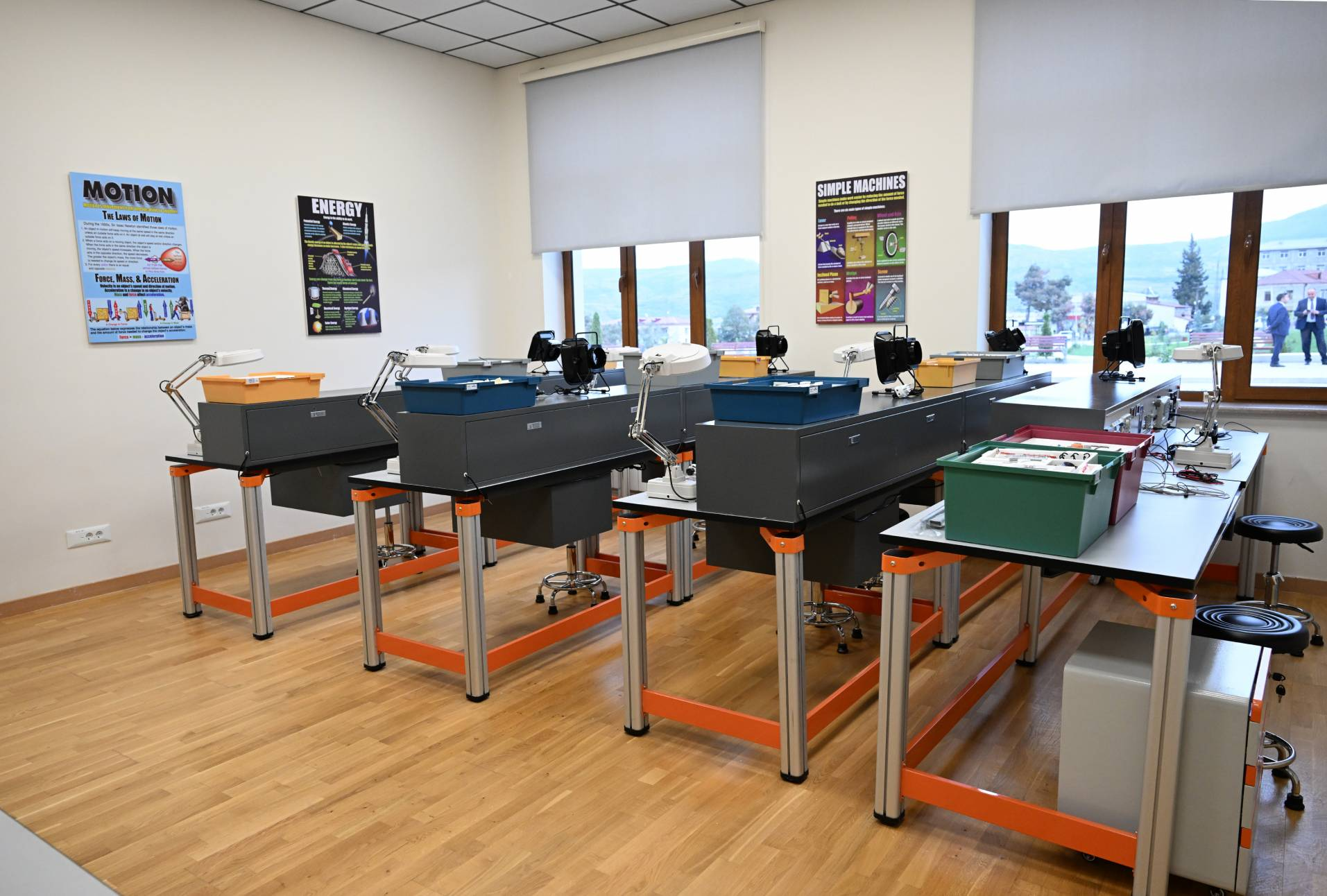
Лаборатория
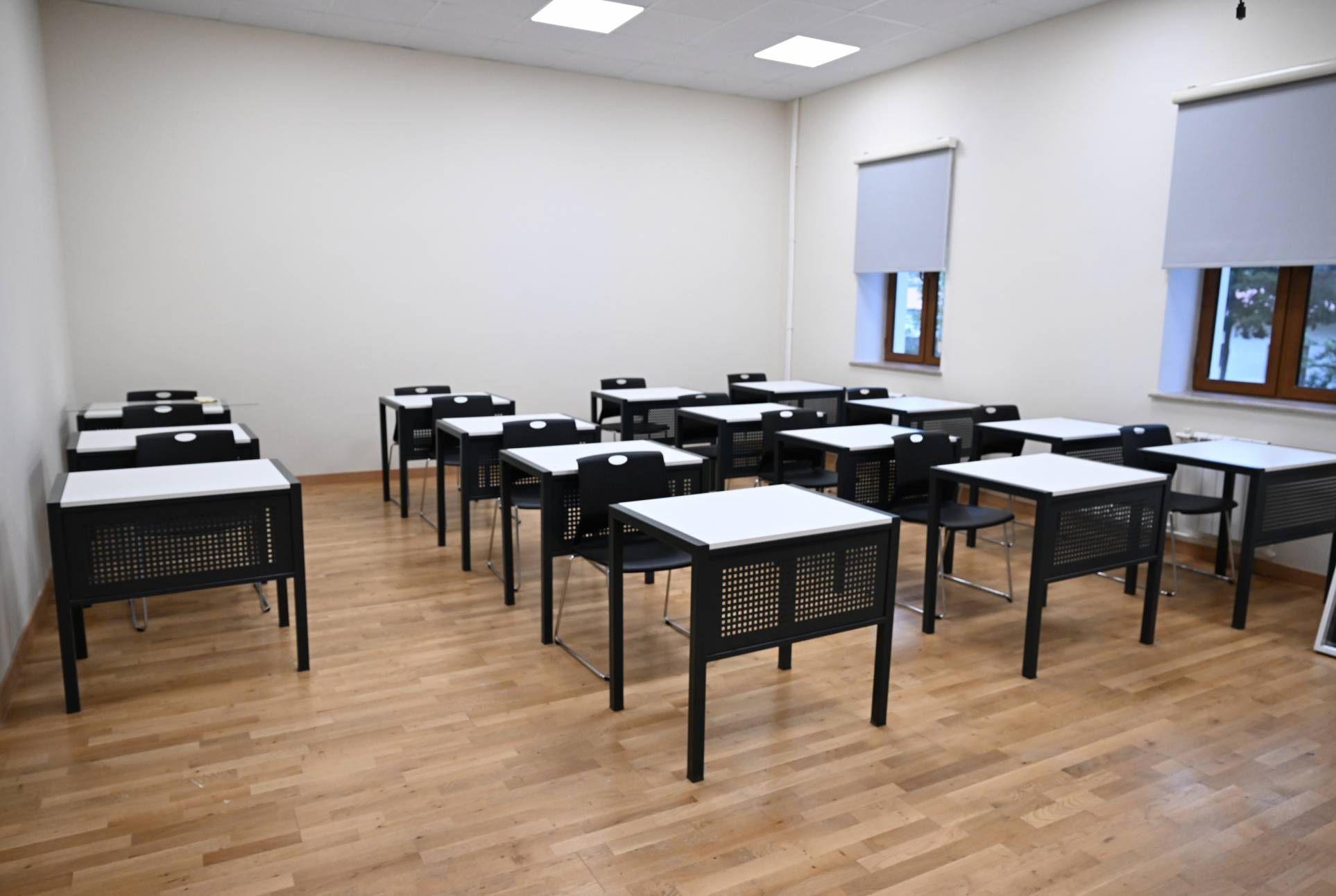
Аудитория для семинаров